# Tschornoliszi
Tschornoliszi (ukrainisch Чорнолізці; russisch Чернолозцы Tschornoloszy, polnisch Czarnołośce) ist ein Dorf in der ukrainischen Oblast Iwano-Frankiwsk mit etwa 3000 Einwohnern (2001).
Das 1436 erstmals schriftlich erwähnte Dorf lag bis 2020 im Südosten des ehemaligen Rajon Tysmenyzja.
Am 12. Juni 2020 wurde das Dorf ein Teil neu gegründeten Stadtgemeinde Tysmenyzja im Rajon Iwano-Frankiwsk; bis dahin bildete es die Landratsgemeinde Tschornoliszi (Чорнолізька сільська рада/Tschornoliska silska rada) im Rajon Tysmenyzja.
Die Ortschaft liegt im Osten der historischen Landschaft Galizien am rechten Ufer der Worona (Ворона), einem 81 km langen Nebenfluss der Bystryzja Nadwirnjanska 12 km südlich vom ehemaligen Rajonzentrum Tysmenyzja und 23 km südöstlich vom Oblastzentrum Iwano-Frankiwsk.